# 奧祖宜
奧祖宜 MLA（1971/1972年—），加拿大政治人物，2020年起以卑詩新民主黨黨員身份擔任卑詩省議會中島—環太平洋選區議員，同年起任職卑詩省內閣廳長，現為該省衛生廳長。在此之前她曾於2013年-20年間出任溫哥華島吐芬奴長官，為加拿大首位與綠黨有關聯的市鎮長官。

## 生平
奧祖宜於卑詩大學修讀海洋生物學，後從西門菲沙大學取得資源管理碩士學位。她學成後遷居吐芬奴，先在努查努阿特部落議會任職漁業生物學家，後轉職到當地非牟利環境教育機構雨岸教育協會（Raincoast Education Society）。
2013年吐芬奴長官補選中，奧祖宜是唯一一名候選人而自動當選；2014年地方選舉中她再次在無競爭對手下自動連任。2018年地方選舉中她則以86.75%得票率連任長官。
她於2020年9月宣布尋求卑詩新民主黨中島—環太平洋選區候選人提名，獲取該黨候選人資格後於同年省選贏取該議席，首度晉身省議會並辭去吐芬奴長官職務。新民主黨在該屆省選贏取多數政府，而奧祖宜則獲省長賀謹任命為城鎮事務廳長，2022年2月則改任土地、水源及資源管理廳長兼專責漁業廳長。尹大衛接替賀謹出任省長後，於2022年12月7日委派奧祖宜出任能源、礦業及低碳創新科技廳長。
2024年省選她連任中島—環太平洋選區省議員，在同年11月公布的尹大衛內閣中改任衛生廳長。

## 外部連結
- （英文）卑詩省議會網站 奧祖宜議員簡介 （页面存档备份，存于）